# Moritz Veit

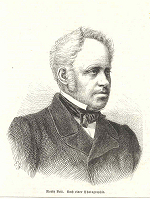
Moritz Veit

Moritz Veit (* 12. September 1808 in Berlin; † 5. Februar 1864 ebenda) war ein deutscher Autor, Verleger und Politiker. Er war Vorsitzender des Börsenvereins der Deutschen Buchhändler, Mitglied der Frankfurter Nationalversammlung, Berliner Stadtverordneter sowie preußischer altliberaler Abgeordneter. Außerdem war er führend in der jüdischen Gemeinde in Berlin tätig.

## Herkunft und Ausbildung
Veit stammte aus einer wohlhabenden jüdischen Bankiersfamilie. Seine Mutter Karoline Veit (1774‒1857) war eine Tochter von Salomon Veit (1751‒1827), Mitgründer und Mitinhaber des Berliner Bankhauses Gebrüder Veit; sein Vater Philipp Veit (1758‒1838) war ein jüngerer Bruder von Salomon Veit. Simon Veit, der erste Ehemann von Dorothea Schlegel, war ein Bruder des Vaters. Die Familie war bereits seit der Zeit des Großen Kurfürsten in Berlin ansässig.
Veit besuchte das Joachimsthalsche Gymnasium und legte sein Abitur 1825 ab. Er besuchte die Universität Berlin und hörte Vorlesungen in unterschiedlichen Fächern, insbesondere Geschichte, Philosophie, Philologie und Geographie. Er blieb an der Universität bis 1832/33 eingeschrieben, besuchte aber seit 1829 keine Vorlesungen mehr. Hauptsächlich beeinflusst wurde er von Georg Wilhelm Friedrich Hegel. Er machte viele Reisen nach Dresden, Heidelberg und verschiedentlich nach Weimar. Dort kam er unter anderem mit dem Kreis um Johann Wolfgang von Goethe in Kontakt. In Berlin führte sein Vater ein gastfreundliches Haus. An den dortigen „Donnerstag Abenden“ beteiligte sich unter anderem auch Heinrich Heine. Die meisten Teilnehmer dieser Runden waren Juden oder Personen mit jüdischen Wurzeln.
Da er materiell abgesichert war, widmete sich Veit dem Schreiben. Er arbeitete als Kritiker und äußerte sich als Journalist gegen antijüdische Entwicklungen. Er schrieb dabei regelmäßig für zahlreiche Zeitschriften und Zeitungen. Ab 1830 gab er den Berliner Musen-Almanach heraus, an dem sich auch Johann Wolfgang von Goethe und zahlreiche weitere bekannte Autoren wie Achim von Arnim, Gustav Schwab und Adelbert von Chamisso beteiligten. Auch Veit selbst veröffentlichte dort einige seiner Gedichte. Allerdings musste der Almanach wegen ausbleibenden Erfolgs vermutlich schon 1831 wieder eingestellt werden.
Er erkannte wohl in dieser Zeit, dass er kaum Karriere als Dichter machen könnte. Auch eine akademische Laufbahn kam für ihn als Juden nicht in Frage. Im Jahr 1833 hat er in Jena mit einer Arbeit über Henri de Saint-Simon promoviert. Danach heiratete er am 10. Juni 1834 Johanna Elkan (* 25. September 1807; † 24. Dezember 1889), Tochter des Bankiers Julius Elkan in Weimar. Die Ehe blieb kinderlos. Das Paar führt ein geselliges Haus in Berlin. An den dortigen Abenden nahmen Buchhändler, Politiker, Schriftsteller und Gelehrte teil. 1840 trat Veit der Gesellschaft der Freunde bei und wurde mehrfach zu deren stellvertretendem Vorsitzenden gewählt.
Moritz Veit wurde im Friedhof Schönhauser Allee in der Ehrenreihe von Feld A beerdigt. Seine Ehefrau wurde neben ihm beigesetzt.

## Verleger
Veit selbst entschloss sich, Buchhändler zu werden, und erwarb zusammen mit Joseph Levy (ab 1839: Joseph Lehfeldt) eine entsprechende Konzession. Im Jahr 1833 wurde ein Verlag gekauft und 1834 die Firma Veit & Company gegründet. Das Hauptgeschäft machte das Unternehmen mit einem Wohnungsanzeiger für Berlin. Die neue Firma übernahm auch die Herausgabe des Enzyklopädischen Wörterbuchs der medizinischen Wissenschaften. Daneben wurden zahlreiche wissenschaftliche Werke und Zeitschriften herausgegeben. Johann Gustav Droysen und Wilhelm Adolf Schmidt gehörten zu den Hauptautoren. Unter den wissenschaftlichen Zeitschriften war die von Schmidt herausgegebene Allgemeine Zeitschrift für Geschichte. Nicht zuletzt gab er die neun Bücher preußischer Geschichte von Leopold Ranke heraus. Wichtig war das Laienbrevier von Leopold Schefer. Es erschienen naturwissenschaftliche, forstwissenschaftliche, juristische, medizinische Werke und Bücher weiterer Fachrichtungen. Besonders gepflegt wurde die Literatur zum Schachspiel. Herausgegeben wurden eine Reihe philosophischer Werke. Dabei hatten die Gesamtausgabe der Werke von Johann Gottlieb Fichte sowie der Briefwechsel zwischen Friedrich Schiller und Körner nur mäßigen Erfolg. Veits anhaltender Nähe zu Fichte drückte sich auch darin aus, dass er 1862 einer der Hauptredner zur Feier des hundertjährigen Geburtstages des Philosophen war. Veit verlegte einige Werke Bettina von Arnims und ihres Mannes Achim von Arnim. Ebenso wurde das System des römischen Rechtes von Friedrich Carl von Savigny veröffentlicht. Die erste deutsche Übersetzung eines Werkes vom bedeutenden deutsch-amerikanischen Anthropologen Franz Boas, Kultur und Rasse, erschien 1914 in für ein deutsches Publikum umgearbeiteter Form. Daneben erschienen einige politische Schriften etwa von Maximilian Duncker. Er veröffentlichte Schriften zu Themen des Judentums und der Emanzipation.
Der Verlag von Veit gehörte nicht zu den großen aber zu den hoch geachteten seiner Zeit. Enge Verbindung pflegte Veit zu auswärtigen Verlegern, regelmäßig besuchte er die Leipziger Buchmesse.
Veit setzte sich interessenpolitisch für den Buchhandel ein. Er arbeitete intensiv in der Buchhändlerkorporation mit, wurde stellvertretender Vorsitzender und von 1853 bis 1863 Vorsitzender des Börsenvereins der Deutschen Buchhändler. Dabei trat er regelmäßig gegen eine Einschränkung der Pressefreiheit und für den Schutz der Autorenrechte auf. Er wirkte in diesem Zusammenhang in den 1850er Jahren an Abkommen mit Frankreich zum Schutz des geistigen Eigentums bei. Nach dem Tod seines Partners 1858 verkaufte Veit seine Anteile an einen Leipziger Buchhändler. Der Verlag ging 1919 im Walter de Gruyter Verlag auf.

## Politiker
Daneben hat er in verschiedener Funktion die Politik in Berlin beeinflusst. Seit den 1840er Jahren war er Berliner Stadtverordneter. Im Jahr 1849 wurde er unbesoldeter Stadtrat. Nach Ablauf seiner Amtszeit wurde er wieder Stadtverordneter und blieb dies auch in den folgenden Jahren mit kurzen Unterbrechungen. Im Jahr 1863 wurde er zum stellvertretenden Stadtverordnetenvorsteher gewählt. Insbesondere arbeitete Veit in der Gewerbedeputation und im Bereich der Schul- und Waisenpflege mit.

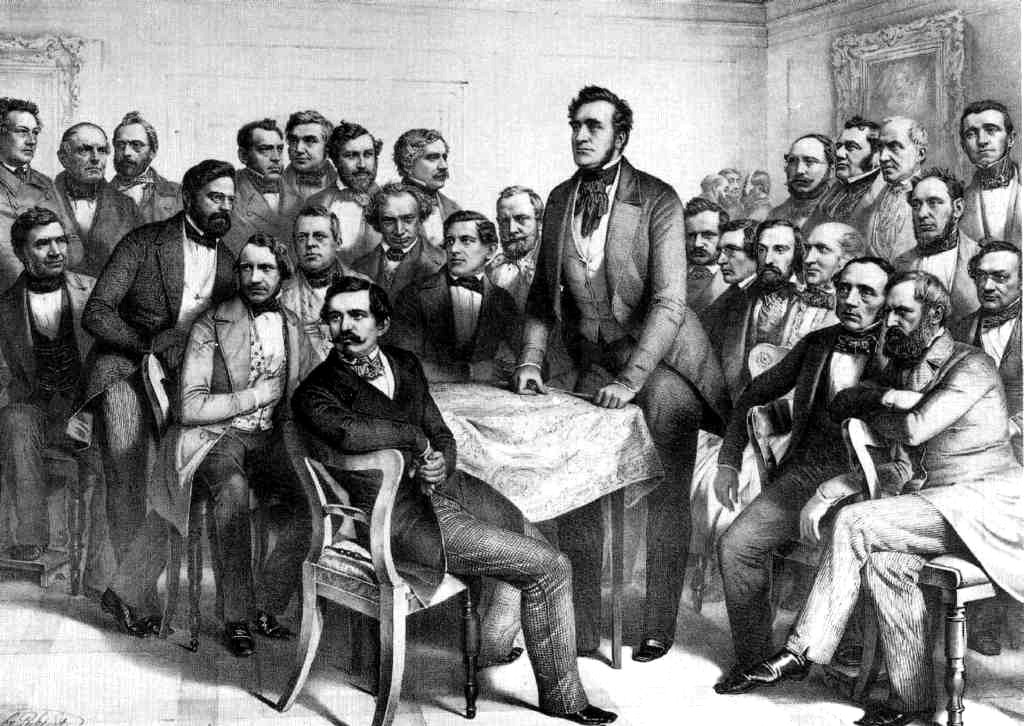
Mitglieder der Casinofraktion in der Frankfurter Nationalversammlung

Veit selbst war politisch gemäßigt, blieb überzeugter Monarchist und erstrebte die deutsche Einheit unter Führung Preußens auf friedlichem Wege. Nach der Märzrevolution von 1848 war er Mitglied des liberalen konstitutionellen Clubs und für den 6. Berliner Wahlbezirk in die Frankfurter Nationalversammlung gewählt. Nach Ernest Hamburger war er auch bereits Mitglied im Vorparlament. Dort gehörte er der Casinofraktion an. Er sprach nie im Plenum, beteiligte sich aber intensiv an den Beratungen der volkswirtschaftlichen Kommission. Als Zielvorstellung einer künftigen Wirtschaftspolitik formulierte er, dass diese „die Ausschließlichkeit des Privilegs ebenso vermeiden sollte, wie die ungezügelte Anarchie des Laissez-faire“ Veit unterstützte die Gründung der kurzlebigen Reichsbibliothek als einer deutschen Nationalbibliothek tatkräftig. Er veröffentlichte verschiedene Flugblätter und Schriften, in denen er unter anderem gegenüber seinen Wählern seine Positionen darstellte. Dabei begrüßte er als Maßnahmen gegen die Radikalen die Verlegung der preußischen Nationalversammlung von Berlin nach Brandenburg. Von Dezember 1848 bis Mai 1849 war Veit Redakteur der „Parlamentskorrespondenz der Zentren.“ Er wählte Friedrich Wilhelm IV. zum Deutschen Kaiser mit. Zusammen mit seiner Partei schied er am 20. Mai 1849 aus dem Parlament aus. Er war im selben Jahr Teilnehmer des Gothaer Nachparlaments. Im Jahr 1851 wurde er in einer Nachwahl in die erste Kammer des preußischen Landtages gewählt, wo er sich mit der geschwächten liberalen Partei weitgehend erfolglos für die Pressefreiheit einsetzte. In den frühen 1850er Jahren war er als politischer Schriftsteller besonders aktiv. Er schrieb regelmäßig für die „Constitutionelle Zeitung“, die er nach dem Ausscheiden von Rudolf Haym zeitweise auch redigierte. Auch auf Grund der Eingriffe durch die Zensur musste das Blatt sein Erscheinen bereits 1851 einstellen.
Veit hatte insbesondere wegen seiner politischen Äußerungen mit Schwierigkeiten zu kämpfen. So wurde seinem Verlag der lukrative Berliner Wohnungsanzeiger entzogen. In den folgenden Jahren der Reaktion blieb er einer gemäßigten altliberalen Linie treu. In deren Umfeld stand Veit zwar nie in erster Reihe, gab aber im Hintergrund Ratschläge und wirkte am politischen Leben mit. Seit 1858 war er Mitglied im preußischen Abgeordnetenhaus. Er wirkte dort in vielen Kommission und brachte zusammen mit Hermann Carl Rudolf Duncker den Entwurf für eine Novelle der Gewerbegesetzgebung ein. Nicht zuletzt versuchte er, die Reste der Diskriminierung der Juden zu bekämpfen. Veit gehörte an führender Stelle dem Deutschen Nationalverein an. Wie Gabriel Riesser gehörte er dem Präsidium an. Zusammen mit anderen gehörte er dem Ausschuss zur Gründung der „Berliner Allgemeinen Zeitung“ an. Als er 1861 zu Beginn des preußischen Verfassungskonflikts für die von der Mehrheit der Liberalen abgelehnten Militärreform stimmte, bedeutete dies das Ende seiner politischen Laufbahn. Allerdings sollte sich sein Abschiedswort als zutreffend erweisen: „Ich will die Militärreform ohne – Ihr werdet sie mit einem konservativen Ministerium bekommen.“

## Tätigkeit in der jüdischen Gemeinde

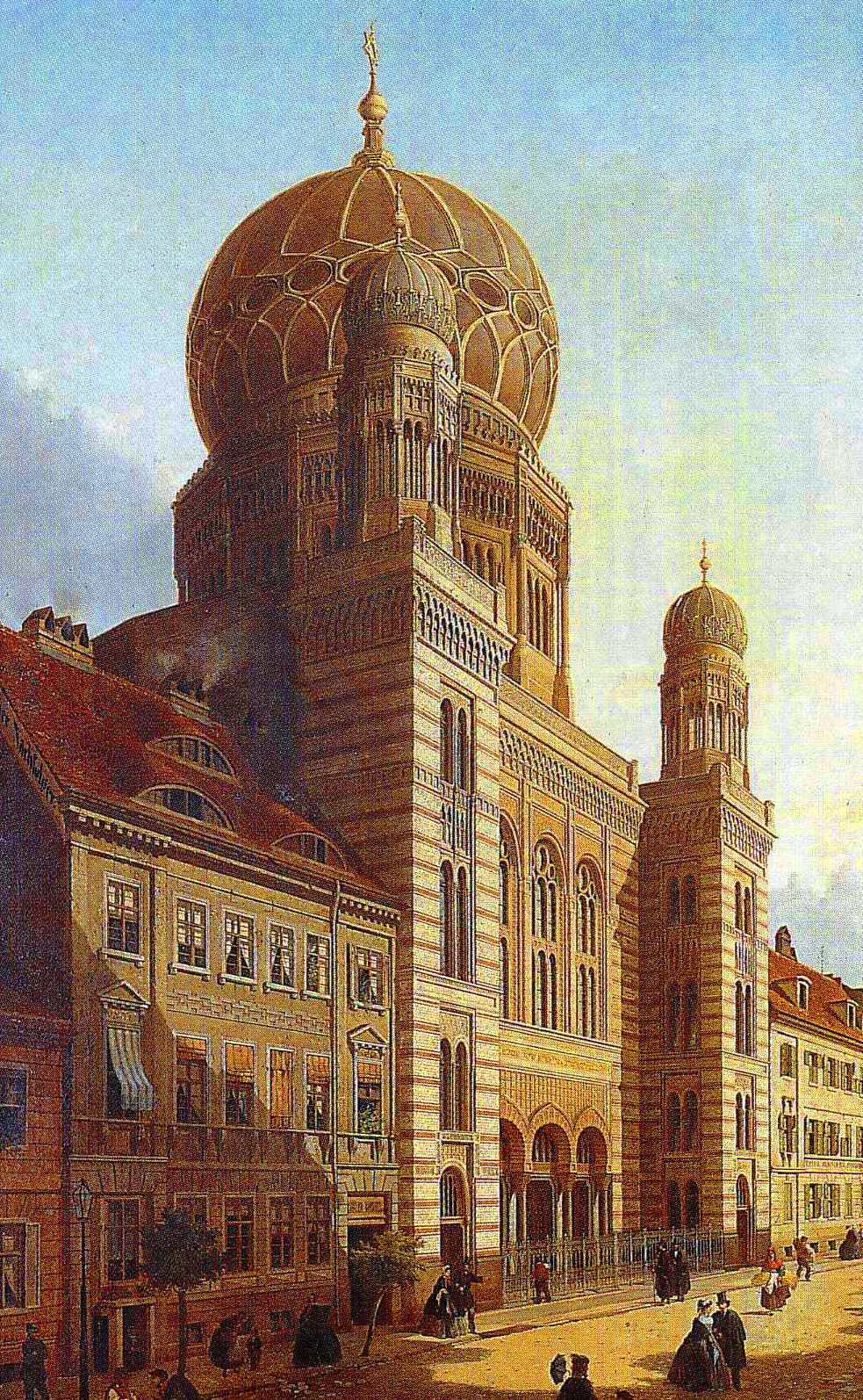
Die neue Synagoge in Berlin um 1865

Neben seiner beruflichen und politischen Tätigkeit war Veit auch religiös engagiert. Allerdings lässt er sich nicht klar einer Richtung innerhalb des Judentums zuordnen. Bei aller Liberalität bewahrte er immer auch Respekt vor den traditionellen Formen seiner Religion. Gegenüber den Reformbestrebungen blieb er auf Abstand. Er setzte mit seinem langjährigen Freund Michael Sachs in der jüdischen Gemeinde einen Rabbiner durch, von dem er glaubte, dass dieser seine Haltung teilte. Veit war von 1839 bis 1848 einer der Ältesten der jüdischen Gemeinde. Danach war er Vorsteher des Repräsentantenkollegiums. Über zwei Jahrzehnte übte er einen entscheidenden Einfluss auf die Berliner jüdischen Gemeinde aus. Ihm war das 1840 gegründete und 1858 neuorganisierte Lehrerseminar besonders wichtig. Erheblichen Anteil hatte er an der Ausarbeitung des Gemeindestatuts von 1847. In diesem Zusammenhang veröffentlichte er auch eine allgemeine Schrift zum Thema.  Auch für den Bau der neuen Synagoge war er intensiv tätig. Sie wurde allerdings erst nach seinem Tod eröffnet. In verschiedenen Fällen befragten ihn Behörden in Fragen des Judentums als Gutachter und zogen ihn Minister und politische Gremien als Interessenvertreter jüdischer Interessen heran. Immer, wenn es galt, gegen Beschränkungen für jüdische Bürger vorzugehen, meldete sich Veit zu Wort. Teilweise kam es dabei auch zum Widerspruch mit seinen allgemeinen politischen Ansichten. So beklagte er, dass die Herrscher mehrfach das Prinzip der Gleichberechtigung beschworen hätten, diesen Grundsatz aber nie zur Ausführung kommen ließen. Dagegen wäre das Volk dem Prinzip der Gleichheit niemals untreu geworden.

## Werke (Auswahl)
- Berliner Musenalmanach für 1831. Berlin 1831. Digitalisat.
- Polenlieder ein Todtenopfer. Hamburg 1832. Digitalisat.
- Saint Simon und der Saintsimonismus. Allgemeiner Völkerbund und ewiger Friede. Leipzig 1834. Digitalisat.
- Die Erweiterung des Schutzes gegen Nachdruck zu Gunsten der Erben verdienter Autoren. Berlin 1855. Digitalisat.